# 테레민

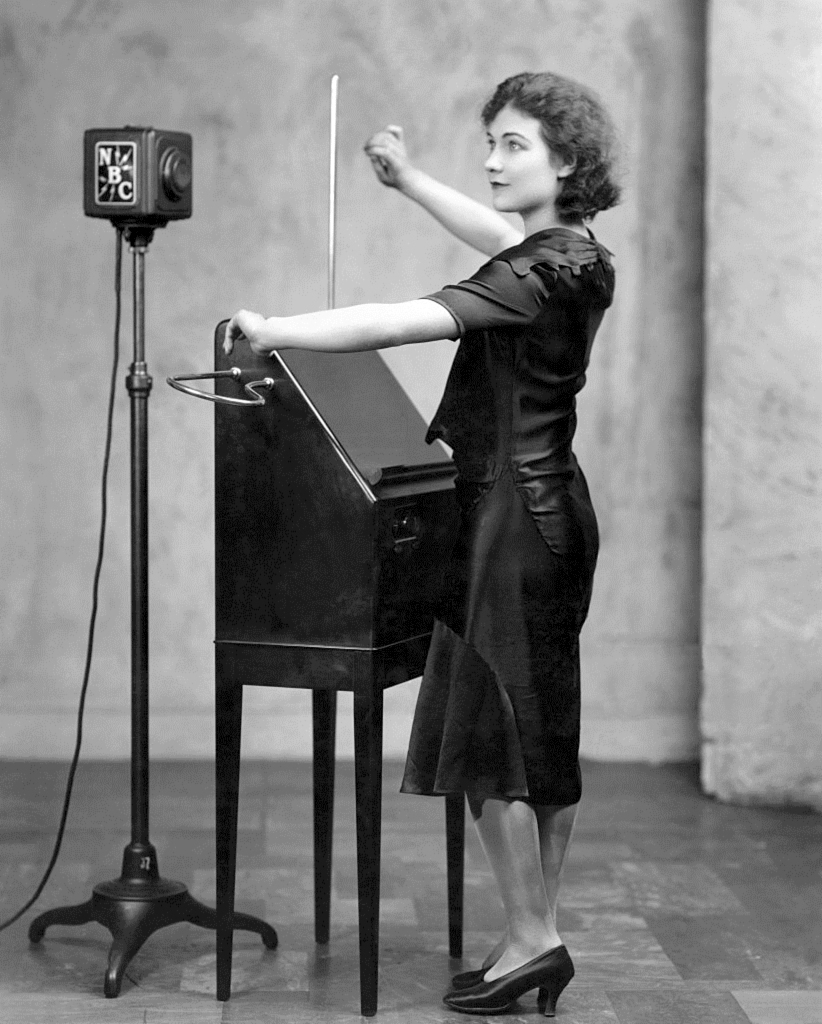
1930년, NBC 라디오에서 테레민을 연주하는 알렉산드라 스테파노프

테레민(Theremin)은 연주자의 육체적 접촉이 필요 없이 작동되는 전자 악기다. 소련의 발명가 레옹 테레민의 서구권식 이름을 따 명명되었다. 그는 1928년에 기기에 대한 특허를 취득했다.
악기의 양쪽에 위치하는 두 개의 안테나에서 발생되는 전자기장을 손으로 간섭시켜 소리를 낸다. 한쪽의 수직 안테나는 손을 가까이 가져갈 수록 높은 음을 내며, 다른 한쪽의 수평(루프형) 안테나는 가까이 갈 수록 작은 소리를 낸다. 두 손으로 각 안테나와의 거리를 조절하며 음을 만들어 낸다. 두 안테나는 주로 오른손 잡이는 수직 안테나를 오른쪽에 위치하게 하여 연주한다. 피아노나 기타처럼 정해진 음이 나오지 않고 바이올린처럼 연속된 음이 만들어진다.
이 악기를 기용한 사람으로는 보후슬라프 마르티누, 퍼시 그레인저, 에드가르 바레즈 등이 있다.

## 역사
테레민은 소련의 정부가 근접각 센서에 대한 연구를 하던 중 개발되었다. 악기는 러시아의 젊은 물리학자 레프 세르게예비치 테레민에 의해, 러시아 내전 발발 뒤인 1920년 10월에 개발되었다. 유럽을 순방하며 그는 악기를 만원의 집에서 시연했고, 이후 미국으로 테레민을 가져가 1928년 그곳에서 특허를 취득했다. 이후 RCA가 테레민에 대한 상업적 제작 권리를 획득했다. 비록 RCA 테레민복스(Thereminvox)는 상업적으로 실패하였으나, 악기는 미국과 해외의 관객의 마음을 사로잡았다. 저명한 테레민 연주자 클라라 록모어는 폭넓게 찬사받은 순회공연을 돌았다. 그는 미국 곳곳에서 클래식 레퍼토리로 구성된 콘서트를 열어 공연을 했고 종종 빌, 폴 로비슨과 함께 협연하기도 했다.
1930년대 무렵에는 테레민을 든 루시 비게로 로슨이 남편 월터 비게로 로슨과 함께 악기의 개발 및 대중화에 대한 선구자적 그리고 예술적 지지를 했다. 1938년, 테레민은 미국을 떠났다. 그러나 그의 전출에 대한 정황은 논쟁의 대상이 되고 있다. 많은 문헌은 그가 뉴욕 시 아파트에서 NKVD 요원(KGB의 전신)에 의해 소련으로 끌려가 시베리아 마카단에 위치한 샤라샤카 감옥 연구소에서 일을 하도록 지시받았음을 주장한다. 그는 30년이 지난 뒤에야 다시 모습을 드러내었다. 그의 2000년 자서전인 《테레민: 에테르 뮤직과 간첩 행위》(Theremin: Ether Music and Espionage)에서 알버트 글린스키는 그 자가 개인적인 빚 때문에 도피행을 결정하였고, 그러다 스탈린의 정치적 숙청에 휘말린 것이라는 제안을 했다.
미국에서의 악기의 그러한 관심은 2차 세계대전으로 종언을 고하게 된다. 테레민은 곧 진지한 음악가들에게서는 사용되지 않았고, 주된 이유는 새로운 전자 악기가 그보다 연주하기 쉬웠기 때문이었다. 그러나, 틈새시장의 관심을 끈질기게 이어졌고, 그중 대다수는 전자기기의 광팬이거나 키트 조립을 취미로 삼는 이들이었다. 그러한 전자기기 팬 중에 로버트 무그가 있었다. 그는 고교 시절이던 1950년대부터 시작해 테레민을 제작했다. 무그는 이후로 테레민을 제작하는 각종 문서를 출간했으며 구매자가 직접 조립할 수 있는 테레민 키트를 발명해 판매했다. 무그는 이 경험을 토대로 획기적인 신시자이저, 무그를 발명하게 된다. 1955년 언저리에서는 무그의 대학 동료이자 전자음악의 선구자 레이몬드 스콧이 무그의 테레민 하위부품을 구입하여 이를 조합해 새로이 클라리복스를 개발한다. 이 기기는 쉽게 사용이 가능하도록 건반이 달린 테레민으로 고안되었다.
영화 《테레민: 일렉트로닉 오디세이》(Theremin: An Electronic Odyssey)가 1994년 개봉한 뒤 악기는 다시 관심을 받았고 동시대 음악가들에 의해 널리 사용되었다. 대다수 테레민의 사운드는 현대의 신시자이저와 거의 동일한 사운드를 내고 있으나, 일부 음악가는 계속해 실제 테레민의 풍부함, 참신함, 그리고의 독창성을 꿰뚫어 보고 있다. 영화 자체는 굉장히 호평받았다.
테레민 악기 및 키트는 현재 무그 뮤직 주식회사, 번스 테레민스, 해리슨 인스트루먼트 주식회자, 테레민마니악스 유한책임회사, PAiA 코퍼레이션 USA, 제이카 일렉트로닉스 등 제조사에서 구입할 수 있다.

## 같이 보기
- 신디사이저